# Zwartewaterland
Zwartewaterland là một đô thị ở tỉnh Overijssel phía đông Hà Lan.
Đô thị này nằm ở phía nam Steenwijkerland bên Zwarte Water. Đây là hợp lưu của IJssel từ Zwolle vào Zwarte Meer. Hồ này trước đây (1931) là một phần của Zuiderzee. Vecht cũng chảy vào Zwarte Water. 
Hasselt lies about 5 km (3 miles) north of Zwolle.
Các hoạt động du lịch thể thao dưới nước đóng vai trò quan trọng đối với kinh tế địa phương.
Hasselt và Zwartsluis có các cảng nhỏ. Genemuiden là thị xã lớn nhất trong 3 thị xã, là nơi tập trung chủ yếu dân số và công nghiệp của Zwartewaterland.

## Các trung tâm dân cư
Những nơi quan trọng nhất được bôi đậm.
- Baarlo
- Cellemuiden
- De Velde
- Genemuiden (dân số ngày 1/1/: 9.985)
- Hasselt, Overijssel, Netherlands (dân số 6.963)
- Kamperzeedijk-Oost và Kamperzeedijk-West
- Kievitsnest
- Mastenbroek
- Zwartewatersklooster
- Zwartsluis (dân số 4.810).